# Габрієла Сарі
Габрієла Сарі (ісп. Gabriela Sari; нар. 26 жовтня 1980) — аргентинська кіноакторка.

## Біографія
Народилась Габрієла Сарі 26 жовтня 1980 року в місті Буенос-Айрес (Аргентина). Зіграла Глорію Еспосіто у всесвітньовідомому серіалі «Дикий ангел». Габрієла продовжує зніматись в аргентинському кіно.

## Фільмографія
- 1998 — Ojitos verdes (телесеріал)
- 1998—1999 — Дикий ангел (телесеріал)
- 2001 — El sodero de mi vida (телесеріал)
- 2003 — Costumbres argentinas (телесеріал)
- 2004 — Noche de chicas (фільм)
- 2004 — Jesús, el heredero (телесеріал)
- 2004 — Флорісьєнта (телесеріал)
- 2006 — La ley del amor (телесеріал)
- 2007 — Tocar el cielo (фільм)
- 2008 — Por amor a vos (телесеріал)
- 2010 — Malparida (телесеріал)
- 2011 — Tiempo de pensar (телесеріал)
- 2011 — El hombre de tu vida (міні-серіал)
- 2012 — Cuatro de copas (фільм)
- 2014 — Somos familia (телесеріал)